# AlexNet
AlexNet — згорткова нейронна мережа, що застосовується для розпізнавання зображень. Розроблена українцем Алексом Крижевським у співпраці з Іллею Суцкевером та Джефрі Гінтоном, який був радником Крижевського.

## Структура
Структура згорткової мережі AlexNet містить 5 згорткових шарів.